# 신라 와당
신라 와당(新羅瓦當)은 유적에서 발견되는 신라 시대의 와당을 총칭하는 말이다.
초기의 것은 월성(月城) · 남산성(南山城) · 황룡사지(皇龍寺址) 등에서 발견되는데 중국 육조(六朝) 시대(중국 삼국 시대의 오(吳)나라 이후 당나라 이전 또는 위진 남북조 시대와 수나라까지의 시대)의 영향을 받은 것으로 백제의 와당과 성질이 같다. 가장자리의 테두리는 두껍고 높으며, 바탕에는 연꽃무늬를 양각(陽刻), 꽃잎은 여덟이 보통이고 화탁(花托)은 비교적 작은데 6~7개의 꽃씨가 놓여 있다.
신라 후기에는 파와(巴瓦) · 당초와(唐草瓦) · 귀와(鬼瓦) · 치와(鴟瓦) · 평와(平瓦) 등 여러 종류의 기와를 만들었는데 그중 파와 · 당초와가 특히 우수하다. 파와는 연꽃무늬가 가장 많고 당초와에는 인동(忍冬)무늬 · 보상화(寶相花)무늬 · 포도무늬 · 연당초(蓮唐草)무늬 · 국(菊)당초무늬 · 구름무늬 · 불꽃무늬 등을 많이 사용하고 천인(天人) · 기린(麒麟) · 봉황(鳳凰) · 서금(瑞禽) · 짐승 등을 무늬 놓은 것도 있다. 귀와는 짐승의 얼굴 무늬가 많고, 평와는 직선 무늬 · 곡선 무늬가 있으며 무늬가 없는 것도 있다.
후기의 와당은 분황사(芬皇寺) · 백률사(栢栗寺) · 불국사(佛國寺) · 석굴암(石窟庵) 등에 남아 있다. 이들 후기의 와당은 초기에 웅장한 것을 특징으로 한 데 반하여 섬세하고, 세련된 기교를 발휘한 것이 특징이다.

## 참고 문헌
- 이 문서에는 다음커뮤니케이션(현 카카오)에서 GFDL 또는 CC-SA 라이선스로 배포한 글로벌 세계대백과사전의 내용을 기초로 작성된 글이 포함되어 있습니다.